# L'Île de Pingo Pongo
Pour plus de détails, voir Fiche technique et Distribution.
L'Île de Pingo Pongo (The Isle of Pingo Pongo) est un cartoon Merrie Melodies réalisé par Tex Avery en 1938.

## Synopsis
Une croisière part des États-Unis pour visiter une île reculée, à la découverte du peuple primitif qui l'habite. 
Malgré une intéressante séquence musicale, ce dessin animé n'est plus diffusé aujourd'hui, en raison de la caricature raciste très prononcée dans le dessin de la peuplade décrite par l'histoire.